# Anthippos (Mythologie)
Anthippos (altgriechisch Ἄνθιππος Ánthippos) ist eine Gestalt der griechischen Mythologie.
Er war der Vater der Hippe, die von ihrem Gemahl Elatos Mutter des Argonauten Polyphemos wurde.